# Leopold Donath
Leopold Donath (geboren am 1. Oktober 1842 in Morva-Liessko, Königreich Ungarn; gestorben 1876 in Güstrow, Mecklenburg-Schwerin) war ein deutscher Rabbiner und Autor.
Leopold Donath war der Sohn von Felix Donath und Sara Rosenthal. Er besuchte die Volksschule seines Heimatortes. An der Rabbinatsschule von Esriel Hildesheimer in Eisenstadt erhielt er talmudischen und humanistischen Unterricht. Danach besuchte er das evangelische Lyzeum in Preßburg, das er mit der Matura abschloss. Er studierte fünf Semester an der Universität Wien und erhielt dann weitere acht Jahre Unterricht bei Hildesheimer in Eisenstadt und bei Oberrabbiner S. W. Schreiber in Preßburg, von denen er auch ordiniert wurde. Donath wurde 1870 Rabbiner in Güstrow. Am 4. Januar 1872 wurde er an der Universität Rostock zum Doktor promoviert.

## Werke
- Die Alexandersage in Talmud und Midrasch, mit Rücksicht auf Josephus Flavius, Pseudo-Callisthenes und die mohammedanische Alexandersage. De Alexandri Magni rebus partim mythicis quales insunt in libris Talmudicis. Dissertation Rostock 1873 (gedruckt in Fulda).
- Geschichte der Juden in Mecklenburg von den ältesten Zeiten (1266) bis auf die Gegenwart (1874). Leipzig 1874, Reprint: Vaduz 1984.
- Aus der Zeit auf der Kanzel. Fünf kleine Predigten. 1. Heft Fulda o. J.
- Halachische Korrespondenz mit Esriel Hildesheimer  in dessen Responsen I, Nr. 33 (von 1873) und 87 (von 1864).